# Buza
Buza (in ungherese Buza, in tedesco Besotten) è un comune della Romania di 1 360 abitanti nel distretto di Cluj, nella regione storica della Transilvania.

## Descrizione
Il comune è formato dall'unione di 2 villaggi: Buza e Rotunda.